# Dramelay
Dramelay és un municipi francès situat al departament del Jura i a la regió de Borgonya - Franc Comtat. L'any 2007 tenia 31 habitants.

## Demografia

### Població
El 2007 la població de fet de Dramelay era de 31 persones. Hi havia 12 famílies de les quals 8 eren unipersonals (4 homes vivint sols i 4 dones vivint soles) i 4 parelles sense fills.
La població ha evolucionat segons el següent gràfic:
Habitants censats

### Habitatges
El 2007 hi havia 24 habitatges, 18 eren l'habitatge principal de la família i 6 eren segones residències. Tots els 24 habitatges eren cases. Tots els 18 habitatges principals que hi havia estaven ocupats pels seus propietaris; 1 tenia dues cambres, 2 en tenien tres, 6 en tenien quatre i 9 en tenien cinc o més. 16 habitatges disposaven pel capbaix d'una plaça de pàrquing. A 10 habitatges hi havia un automòbil i a 6 n'hi havia dos o més.

### Piràmide de població
La piràmide de població per edats i sexe el 2009 era:
| Homes | Edats   | Dones |
| ----- | ------- | ----- |
| 0     | 95 o +  | 0     |
| 0     | 90 a 94 | 0     |
| 0     | 85 a 89 | 0     |
| 0     | 80 a 84 | 0     |
| 4     | 75 a 79 | 4     |
| 0     | 70 a 74 | 4     |
| 4     | 65 a 69 | 0     |
| 0     | 60 a 64 | 0     |
| 0     | 55 a 59 | 0     |
| 0     | 50 a 54 | 0     |
| 0     | 45 a 49 | 0     |
| 0     | 40 a 44 | 0     |
| 4     | 35 a 39 | 4     |
| 0     | 30 a 34 | 0     |
| 0     | 25 a 29 | 0     |
| 0     | 20 a 24 | 0     |
| 0     | 15 a 19 | 0     |
| 4     | 10 a 14 | 0     |
| 0     | 5 a 9   | 0     |
| 0     | 0 a 4   | 0     |

## Economia
El 2007 la població en edat de treballar era de 15 persones, 14 eren actives i 1 inactiva. De les 14 persones actives 12 estaven ocupades (6 homes i 6 dones) i 2 estaven aturades (1 home i 1 dona). L'única persona inactiva estava classificada com a «altres inactius».
Activitats econòmiques
L'únic establiment que hi havia el 2007 era d'una empresa classificada com a «altres activitats de serveis».
L'any 2000 a Dramelay hi havia 3 explotacions agrícoles que ocupaven un total de 321 hectàrees.

## Poblacions més properes
El següent diagrama mostra les poblacions més properes.